# Cratonemopteryx audax
Cratonemopteryx audax là một loài côn trùng trong họ Nemopteridae thuộc bộ Neuroptera. Loài này được Martins-Neto & Vulcano miêu tả năm 1989.